# Amphiglossus johannae
Amphiglossus johannae är en ödleart som beskrevs av  Günther 1880. Amphiglossus johannae ingår i släktet Amphiglossus och familjen skinkar. IUCN kategoriserar arten globalt som livskraftig. Inga underarter finns listade i Catalogue of Life.

## Bildgalleri

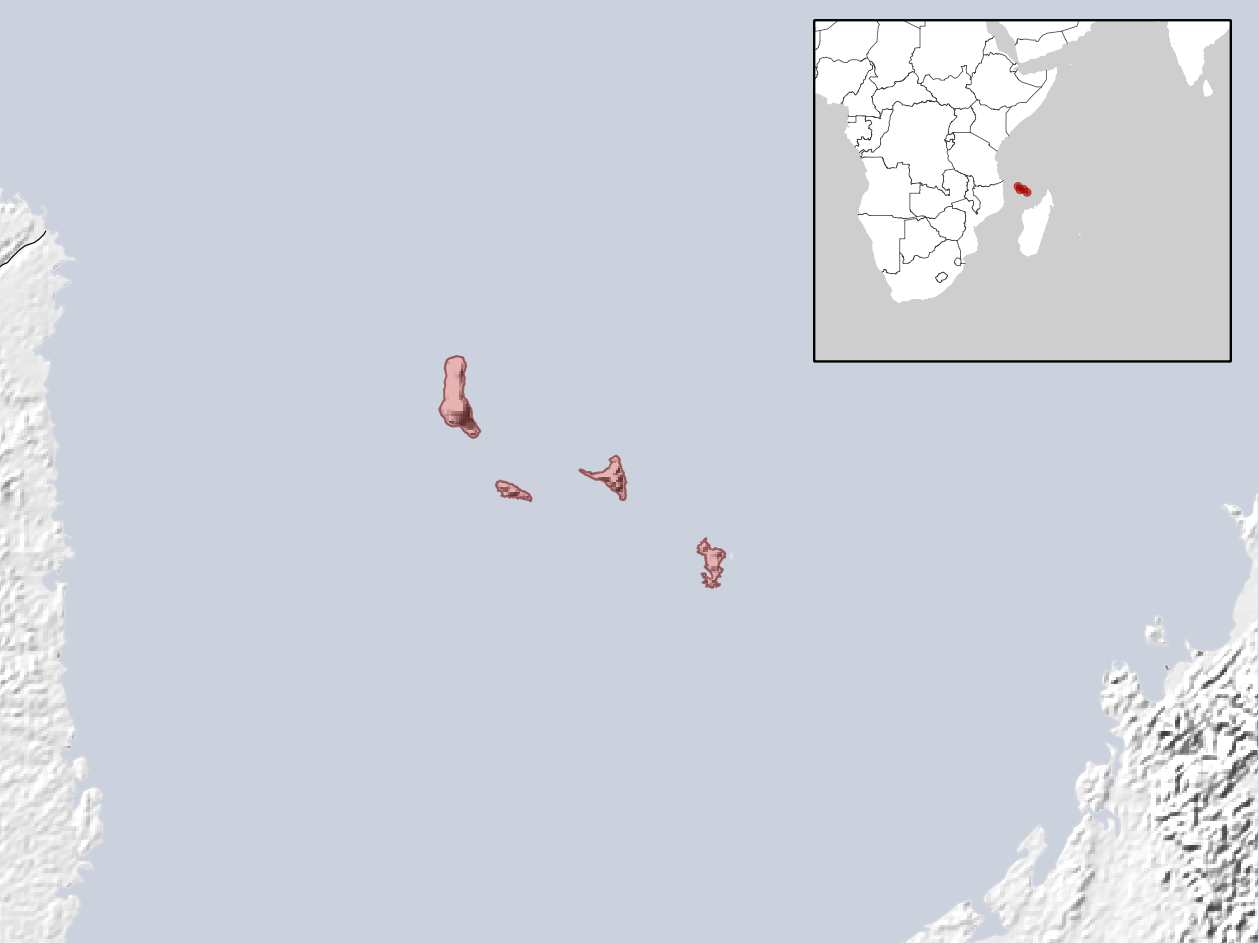